# Karl Garbers (Politiker)
Karl Garbers (* 18. März 1896 in Walsrode, Kreis Fallingbostel; † 5. April 1965 ebenda) war ein deutscher Politiker (SPD). 
Garbers begann nach dem Besuch der Volksschule eine Lehre zum Tischler. Nach der Gesellenprüfung ging er auf Wanderschaft. Im Ersten Weltkrieg wurde er zwischen 1915 und 1918 als Soldat Kriegsteilnehmer. Im Jahr 1918 wurde er Mitglied der SPD. Nach dem Krieg gründete er 1924 die Firma Walsroder Möbellager und Tischlerei.
Seit 1946 wurde er ununterbrochen in den Kreistag des Landkreises Fallingbostel gewählt und war im Stadtrat Walsrode tätig. In Walsrode wurde er 1961 Bürgermeister. Garbers wurde zum Mitglied des Niedersächsischen Landtages in der vierten und fünften Wahlperiode vom 6. Mai 1959 bis 5. April 1965 gewählt.

## Quelle
- Barbara Simon: Abgeordnete in Niedersachsen 1946–1994. Biographisches Handbuch. Hrsg. vom Präsidenten des Niedersächsischen Landtages. Niedersächsischer Landtag, Hannover 1996, S. 114.

| Personendaten    | Personendaten                  |
| ---------------- | ------------------------------ |
| NAME             | Garbers, Karl                  |
| KURZBESCHREIBUNG | deutscher Politiker (SPD), MdL |
| GEBURTSDATUM     | 18. März 1896                  |
| GEBURTSORT       | Walsrode                       |
| STERBEDATUM      | 5. April 1965                  |
| STERBEORT        | Walsrode                       |